# Lopúchov
Lopúchov é um município da Eslováquia, situado no distrito de Bardejov, na região de Prešov. Tem 8,14 km² de área e sua população em 2018 foi estimada em 314 habitantes.

## Demografia
| Ano:        | 1994 | 2004   | 2014   | 2024   |
| ----------- | ---- | ------ | ------ | ------ |
| Broj ljudi: | 320  | 321    | 328    | 311    |
| Razlika:    |      | +0,31% | +2,18% | -5,18% |

| Ano:               | 2023 | 2024   |
| ------------------ | ---- | ------ |
| Número de pessoas: | 307  | 311    |
| Diferença:         |      | +1,30% |